# Poświętne (gromada w powiecie kozienickim)
Poświętne – dawna gromada, czyli najmniejsza jednostka podziału terytorialnego Polskiej Rzeczypospolitej Ludowej w latach 1954–1972.
Gromady, z gromadzkimi radami narodowymi (GRN) jako organami władzy najniższego stopnia na wsi, funkcjonowały od reformy reorganizującej administrację wiejską przeprowadzonej jesienią 1954 do momentu ich zniesienia z dniem 1 stycznia 1973, tym samym wypierając organizację gminną w latach 1954–1972.
Gromadę Poświętne siedzibą GRN w Poświętnym utworzono – jako jedną z 8759 gromad na obszarze Polski – w powiecie kozienickim w woj. kieleckim, na mocy uchwały nr 13e/54 WRN w Kielcach z dnia 29 września 1954. W skład jednostki weszły obszary dotychczasowych gromad Poświętne, Jedlnia, kol. Jaśce, Jaroszki, Brzezinki, Zadobrze i Stoki ze zniesionej gminy Jedlnia w tymże powiecie. Dla gromady ustalono 17 członków gromadzkiej rady narodowej.
1 stycznia 1959 do gromady Poświętne przyłączono obszar zniesionej gromada Jedlnia (planowaną datę 1 stycznia 1958 zmieniono ostatecznie na 1 stycznia 1959).
31 grudnia 1959 z gromady Poświętne wyłączono wieś Kolonka i oddziały nr nr 134, 138–151 i 213–216 lasów państwowych Nadleśnictwa Jedlnia, włączając je do osiedla Jedlnia-Letnisko w powiecie radomskim w tymże województwie.
31 grudnia 1961 do gromady Poświętne przyłączono obszar zniesionej gromady Mąkosy.
1 stycznia 1970 do gromady Poświętne przyłączono z osiedla Jedlnia-Letnisko w powiecie radomskim obszar lasów państwowych obejmujący oddziały oznaczone nr 70–74, 88–95, 106–112 i 116–122 o powierzchni 746,04 ha.
Gromada przetrwała do końca 1972 roku, czyli do kolejnej reformy gminnej.